# Mathias Landæus

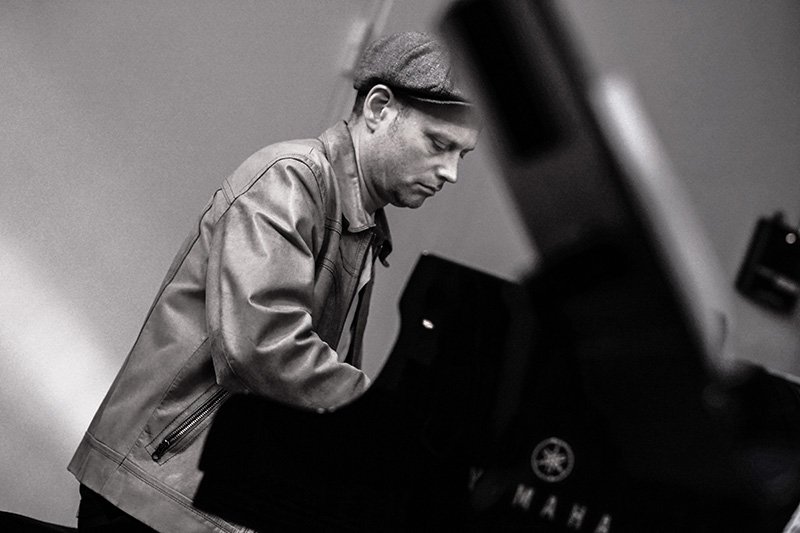
Mathias Landæus (2017)

Mathias Landæus (* 18. Juni 1969 in Lund) ist ein schwedischer Jazzmusiker (Piano, Keyboards, Komposition). Er hat sich zu einer der persönlichsten Stimmen des schwedischen Jazz entwickelt.

## Leben und Wirken
Landæus wuchs in einer musikalischen Familie auf und begann schon als Kind auf dem Klavier zu improvisieren. Als Jugendlicher spielte er in lokalen Jazz-, Soul- und Hip-Hop-Bands. 1992 zog er nach New York, um am Mannes College of Music bei Richie Beirach und Jaki Byard zu studieren.
Nach seiner Rückkehr nach Schweden 1995 erhielt Landæus einen Vertrag beim Amigo-Label; sein erstes Album Blåbete hat die Kritik mit Beifall aufgenommen. Zwischen 1997 und 1999 leitete er die Hausband im Stockholmer Glenn Miller Café, in der er mit vielen schwedischen Jazzmusikern aus allen Generationen jammte.
Zwischen 2002 und 2004 gehörte Landæus als Pianist zur Norrbotten Big Band, die damals von Tim Hagans geleitet wurde. Weiterhin war er bis 2008 Mitglied in der Band der Sängerin Lina Nyberg, mit der er vier Alben einspielte und weltweit auf Tournee war. Mit seiner Band House of Approximation legte er drei Alben vor; weiterhin leitete er das  Electronica/Nu-Jazz-Projekt Reunion. Im Jahr 2009 gründete er sein Trio, in dem er, zunächst mit Palle Danielsson und Jon Fält, das Album Opening (2010) auf MA Recordings veröffentlichte. Weitere Alben folgten mit seinem Trio in veränderter Besetzung. Mit Ellekari Sander bildete er das Projekt The Other Woman.
Seit 2010 kuratiert Landaeus den Club Underground in Lund; allwöchentlich lädt er unterschiedliche Musiker ein und stellt für jedes Konzert eine spezielle Combo zusammen. Weiterhin gehörte er zum Sonic Mechatronik Arkestra und tourte mit Musikern wie Benny Golson, Timbuktu und Fredrik Ljungkvist.

## Diskographische Hinweise
- Blåbete (Amigo 1996, mit Dave Miller, Sebastian Voegler sowie Karl-Martin Almqvist)
- Mathias Landæus House of Approximation (Moserobie 2003, mit Karl-Martin Almqvist, Filip Augustson, Sebastian Voegler)
- Fringe People (Moserobie 2004)
- Karl-Martin Almqvist, Mathias Landæus: Double Door (Prophone, 2006)
- Goes a Long Long Way (Moserobie, 2007)
- Opening (MA Recordings, 2009)
- Jul på jazzvis (Moserobie, 2011, mit Kristian Lind, Jonas Holgersson)
- Martin Küchen & Landæus Trio: Four Lamentations and One Wicked Dream of Innocence (Moserobie, 2013)
- From the Piano (Moserobie, 2016, solo)
- Milder / Ljungkvist / Landæus / Augustson / Rundqvist: The Music of Anders Garstedt (Moserobie, 2018)
- Martin Küchen & Landæus Trio: Mind the Gap of Silence (Moserobie, 2020, mit Johnny Åman, Cornelia Nilsson)
- Mathias Landæus Trio: Resilience (Sfär, 2025), mit Johnny Åman, Cornelia Nilsson